# Carrasco Rupēs
Le Carrasco Rupēs sono una struttura geologica della superficie di Mercurio.